# Pulicaria gabrielii
Pulicaria gabrielii là một loài thực vật có hoa trong họ Cúc. Loài này được N.Kilian miêu tả khoa học đầu tiên năm 1999.